# Palkovické hůrky

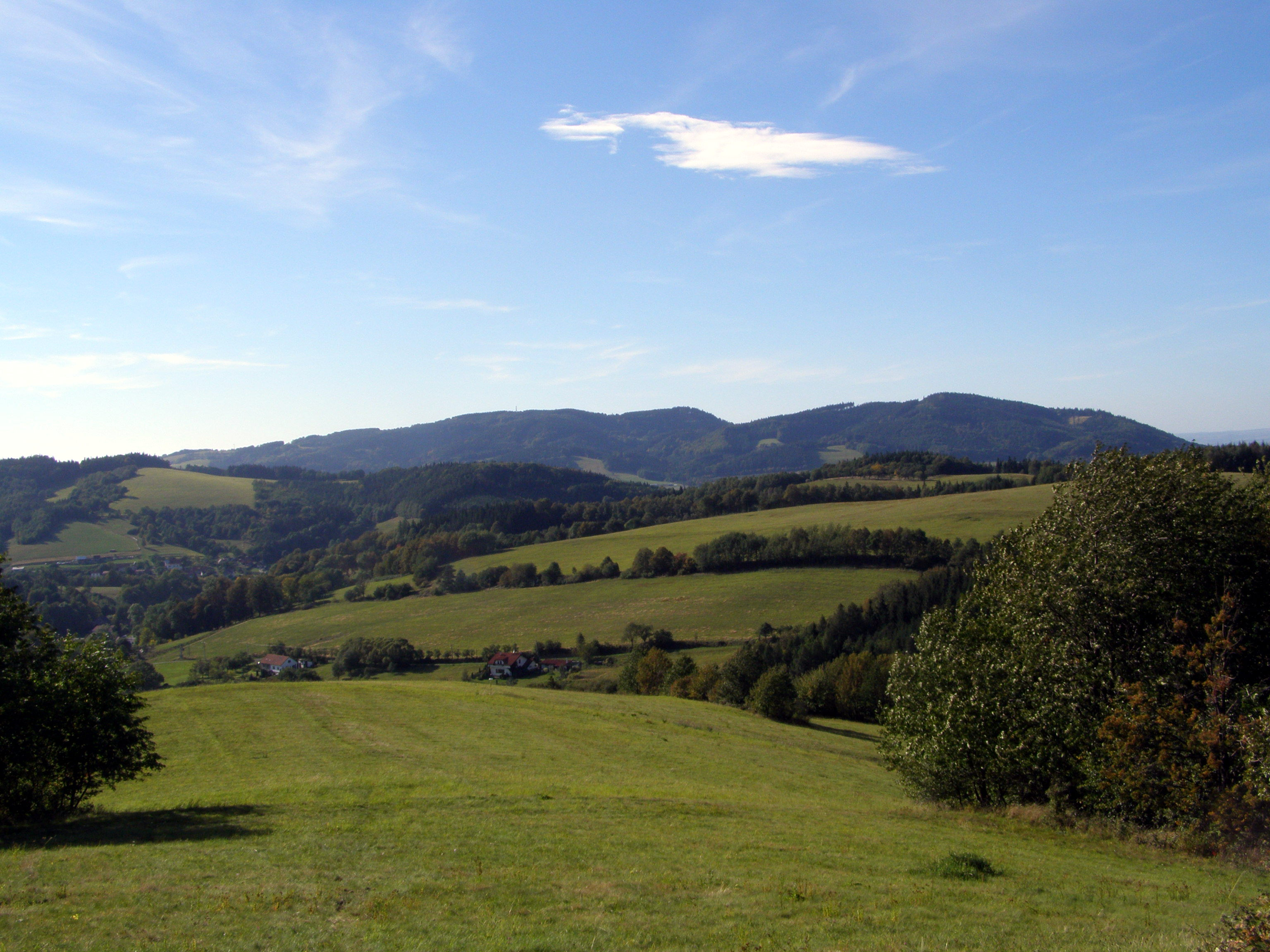
Palkovické hůrky vom Südosten aus gesehen

Geomorphologische Einordnung

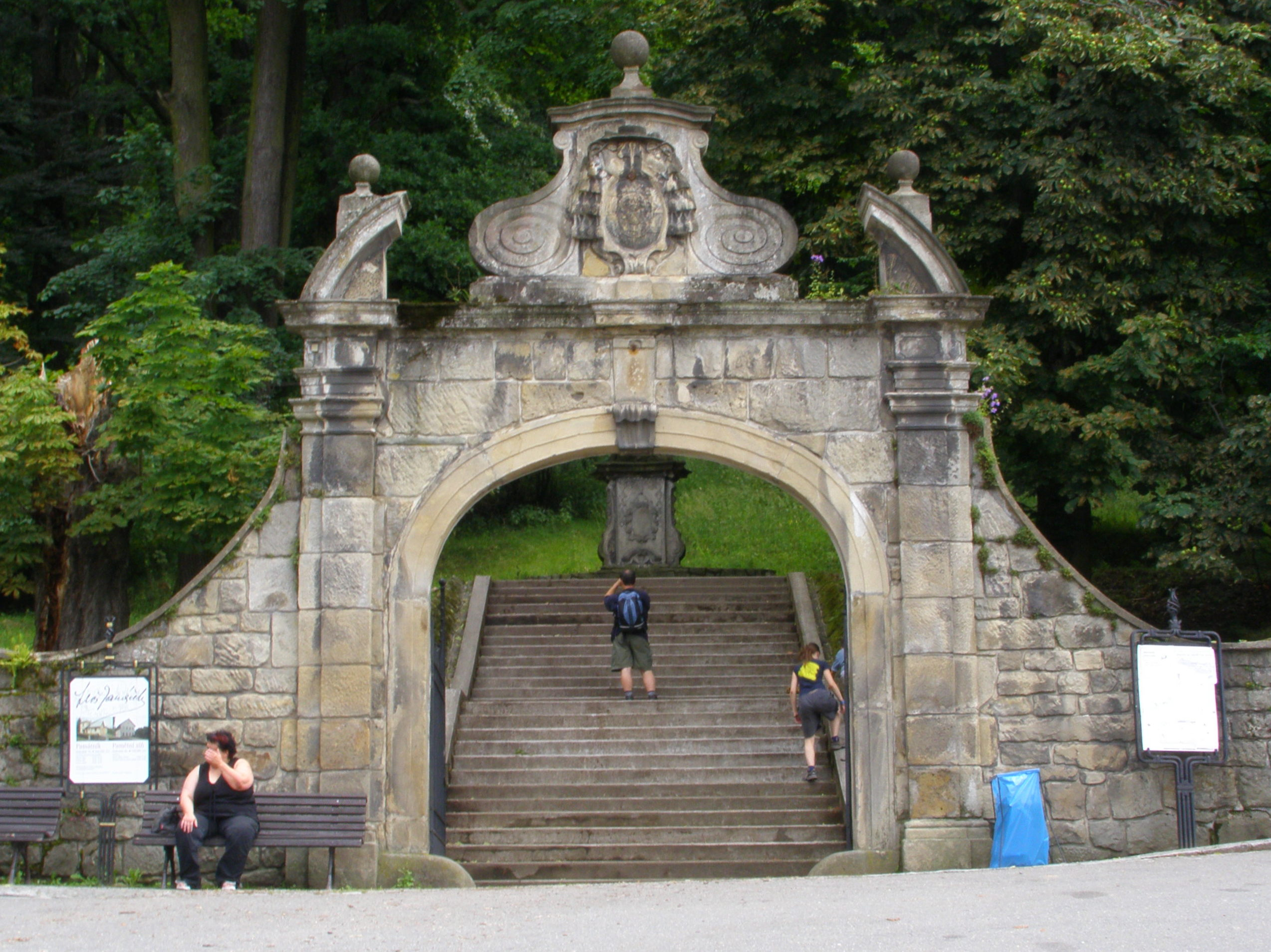
Eingang zum Wildgehege

Palkovické hůrky ist eine geomorphologische Untereinheit des Beskiden-Vorlandes in Tschechien. Das Hügelland befindet sich etwa 5 Kilometer südwestlich der Stadt Frýdek-Místek; an seinen Rändern liegen die Gemeinden Palkovice, Hukvaldy und Kozlovice.
Die Palkovické hůrky bestehen aus einem größeren nördlichen und einem kleineren südlichen Teil. Beide Teile werden durch das Tal des Flusses Ondřejnice getrennt. Die höchsten Erhebungen im Norden sind Kubánkov (661 m), Babí hora (619 m) und Kabátice (601 m). Der Südhang von Babí hora steht auf 35 Hektar als Naturreservat Palkovické hůrky unter staatlichem Schutz. Der dortige Buchenmischwald gilt als ein gut erhaltenes Beispiel der ursprünglichen Vegetation im Vorland der Beskiden.
Der höchste Punkt des südlichen Teils heißt Kazničov (601 m). Ihn flankieren zwei kleinere Hügel. Die nördlichere Erhebung wird von der Burg Hukvaldy gekrönt, einer der größten Ruinen in Mähren. Der Burghügel und der benachbarte Kazničov sind als Wildgehege eingefriedet, in dem auf 457 Hektar Damhirsche und Mufflons leben. Das Gehege, das ursprünglich die Burgbesitzer unterhielten, wurde bereits 1567 erstmals erwähnt. Seit 1999 ist es als Naturdenkmal Hradní vrch Hukvaldy auf 77 Hektar geschützt. Das Gelände hat den Charakter eines Waldparks und bietet unter anderem Lebensraum für den seltenen Eremiten-Käfer. Ein drittes kleines Naturdenkmal namens Pod hukvaldskou oborou liegt auf dem südlicheren Hügel Skalka (409 m).
Das Hügelland Palkovické hůrky ist ein Naherholungsgebiet, das von einer Reihe markierter Wander- und Lehrpfade durchzogen ist und auch von Mountainbikern und Enduro-Fahrern genutzt wird. Auf dem Berg Kabátice steht Besuchern ein Aussichtsturm und ein Skilift zur Verfügung.